# OK Liga Femenina 2014-15
La temporada 2014-15 de la OK Liga Femenina de hockey patines es la 7.ª edición de esta competición. Comenzó el 8 de noviembre de 2014 y finalizó el 6 de junio de 2015. El campeón de esta edición fue el Generali HC Palau de Plegamans, que consiguió ganar esta competición por primera vez.

## Equipos participantes
- Hostelcur Gijón HC
- CP Voltregà
- CP Vilanova
- Generali HC Palau de Plegamans
- CH Mataró
- CP Manlleu
- CHP Bigues i Riells
- Sferic Terrassa
- Igualada Femení CHP
- Girona CH
- PHC Sant Cugat
- CD Santa María del Pilar
- CP Alcorcón

## Clasificación
|    | Equipo                   | PJ | G  | E | P  | GF  | GC  | PTS |
| -- | ------------------------ | -- | -- | - | -- | --- | --- | --- |
| 1  | HC Palau de Plegamans    | 24 | 19 | 3 | 2  | 98  | 40  | 60  |
| 2  | CP Voltregà              | 24 | 19 | 2 | 3  | 107 | 31  | 59  |
| 3  | CP Manlleu CH            | 24 | 18 | 2 | 4  | 121 | 45  | 56  |
| 4  | Hostelcur Gijón HC       | 24 | 18 | 2 | 4  | 110 | 43  | 56  |
| 5  | CH Mataró                | 24 | 11 | 4 | 9  | 50  | 55  | 37  |
| 6  | CP Vilanova              | 24 | 9  | 6 | 9  | 62  | 59  | 33  |
| 7  | Sferic Terrassa          | 24 | 10 | 2 | 12 | 59  | 59  | 32  |
| 8  | Igualada Femení CHP      | 24 | 9  | 2 | 13 | 61  | 86  | 29  |
| 9  | CHP Bigues i Riells      | 24 | 6  | 5 | 13 | 41  | 70  | 23  |
| 10 | CP Alcorcón              | 24 | 6  | 4 | 14 | 33  | 68  | 22  |
| 11 | Girona CH                | 24 | 3  | 7 | 14 | 49  | 73  | 16  |
| 12 | PHC Sant Cugat           | 24 | 4  | 3 | 17 | 33  | 88  | 15  |
| 13 | CD Santa María del Pilar | 24 | 3  | 0 | 21 | 29  | 122 | 9   |

Fuente:Federación Española de Patinaje
|  | Campeón de liga y acceso a Copa de Europa |
|  | Acceso a Copa de Europa                   |
|  | Descenso                                  |